# 카멜 표기법

이 관용구에 대해 설명해주는 쌍봉낙타 일러스트

카멜 표기법(camel case 카멜 케이스[*]) 또는 낙타 표기법은 프로그래밍에서 파일, 변수, 함수 등 대상의 이름을 띄어쓰기 없이 짓기 위하여 따르는 관례인 네이밍컨벤션(naming convention)의 하나다.
단어 전체적으로 소문자를 사용하지만, 맨 첫 글자를 제외한 각 합성어의 첫 글자만 대문자로 표기한다. 합성한 단어의 모양이 쌍봉낙타의 등과 비슷하다는 뜻에서 이름붙었다.

## 예시
올바른 예시
camelCase(일반적인 변수 이름)
isCamelCase(Boolean 타입의 변수 이름)
잘못된 예시
camel_case(스네이크 표기법 형태로 지어진 변수명)

## 같이 보기
- 올 캡스
- Shift 키
- 작은 대문자
- 스네이크 표기법
- 단일형 문자